# Ionacanthus calcaratus
Ionacanthus es un género monotípico de plantas con flores perteneciente a la familia Acanthaceae. Su única especie: Ionacanthus calcaratus  Benoist, es una planta herbácea natural de Madagascar.

## Taxonomía
Ionacanthus calcaratus fue descrita por la zoóloga y botánica francesa Raymond Benoist y publicado en  Notulae Systematicae. Herbier du Museum de Paris 9: 65–66, en el año 1940.